# Edson Braafheid
Edson René Braafheid (Paramaribo, 8 april 1983) is een in Suriname geboren voormalig Nederlands betaald voetballer die bij voorkeur als linksback speelde voor FC Utrecht, FC Twente, Bayern München, Celtic, Hoffenheim, Lazio en Austin Bold. Hij was van 2009 tot 2011 international in het Nederlands voetbalelftal, waarvoor hij 10 wedstrijden speelde, waaronder de met 1-0 verloren WK-finale in 2010 tegen Spanje.

## Clubcarrière

### FC Utrecht
Braafheid speelde voor verschillende amateurclubs alvorens hij in de opleiding van FC Utrecht terechtkwam. Hij debuteerde in het eerste elftal van FC Utrecht in het seizoen 2003/2004 en speelde dat seizoen dertien wedstrijden. Sinds 2004 was hij een vaste waarde bij de club uit de Domstad. Hij speelde 88 wedstrijden in zijn eerste periode bij FC Twente, waarin hij tot twee goals kwam.

### FC Twente
Hij vertrok op 26 januari 2007 naar FC Twente. Hij maakte zijn debuut voor FC Twente op 11 februari 2007, tegen Feyenoord. FC Twente won deze wedstrijd met 3-0. Door zijn goede prestaties bij FC Twente, maakt hij in februari 2009 zijn debuut in het Nederlands voetbalelftal. Hij speelde tweeënhalf jaar voor FC Twente en kwam daarin tot 95 wedstrijden en twee goals.

### Bayern München
Op 9 juni 2009 werd bekend dat Braafheid FC Twente verliet voor Bayern München, waar hij een contract voor vier jaar tekende. Braafheid werd door hoofdtrainer Louis van Gaal gehaald als de beoogde linksback en begon de eerste wedstrijden als basisspeler. De collectieve prestaties vielen echter tegen en dat kostte Braafheid zijn basisplaats.
Door een gebrek aan perspectieven, werd de verdediger vanaf februari 2010 op huurbasis ondergebracht bij Celtic. Ajax toonde ook interesse in hem, maar de club uit Amsterdam had te weinig financiële armslag.

### Celtic
Bij Celtic verwachtte Braafheid meer speeltijd te krijgen, wat hem goed zou uitkomen in verband met zijn kansen mee te mogen naar WK 2010. In Glasgow trof de verdediger landgenoten Glenn Loovens en Jos Hooiveld aan. Op 7 februari maakte Braafheid zijn debuut bij Celtic. Hij won met de ploeg in de vijfde ronde van het Schotse bekertoernooi met 4-2 bij Dunfermline. Braafheid stond aan de basis van twee van de vier doelpunten. 

### Terug bij Bayern
Braafheid keerde in de zomer van 2010 weer terug naar Bayern München. Na een sterke oefencampagne besloot Braafheid voor zijn kansen te vechten in München. Dit verliep niet als verwacht. Een uit de hand gelopen ruzie met Van Gaal (waarbij Braafheid de trainer een klap gegeven zou hebben) zorgde ervoor dat hij uit de selectie werd verwijderd. Hij moest weg bij de club en ging naar TSG 1899 Hoffenheim. Hij speelde in totaal negentien wedstrijden voor Bayern München.

### Hoffenheim
Op 25 januari 2011 vertrok Braafheid naar TSG 1899 Hoffenheim. Hij debuteerde voor Hoffenheim op zaterdag 5 februari 2011 in de wedstrijd tegen 1. FC Kaiserslautern. In deze wedstrijd kreeg hij een rode kaart. Op 28 april 2012 maakt Braafheid zijn eerste doelpunt voor Hoffenheim, in de 88ste minuut scoort hij in de met 2-3 verloren thuiswedstrijd, tegen 1. FC Nürnberg. 
Op 31 augustus 2012 vertrok Braafheid naar FC Twente. Hij keerde daarmee na drie jaar terug. De linksback kwam op huurbasis over van 1899 Hoffenheim en kreeg rugnummer 20. Hij speelde in één seizoen 34 wedstrijden voor FC Twente en keerde daarna terug bij Hoffenheim. Hier kwam hij vervolgens een jaar lang niet aan spelen toe. In totaal speelde Braafheid 34 wedstrijden voor Hoffenheim.

### Lazio Roma
Braafheid tekende in augustus 2014 een eenjarig contract bij SS Lazio, dat hem na een oefenstage transfervrij inlijfde. Hij speelde dat jaar zestien wedstrijden in de Serie A en tekende in juli 2015 bij tot medio 2016. Hij speelde in zijn tweede seizoen bij Lazio nog vijf keer en was daarna einde contract. Hij kwam tot 23 wedstrijden.

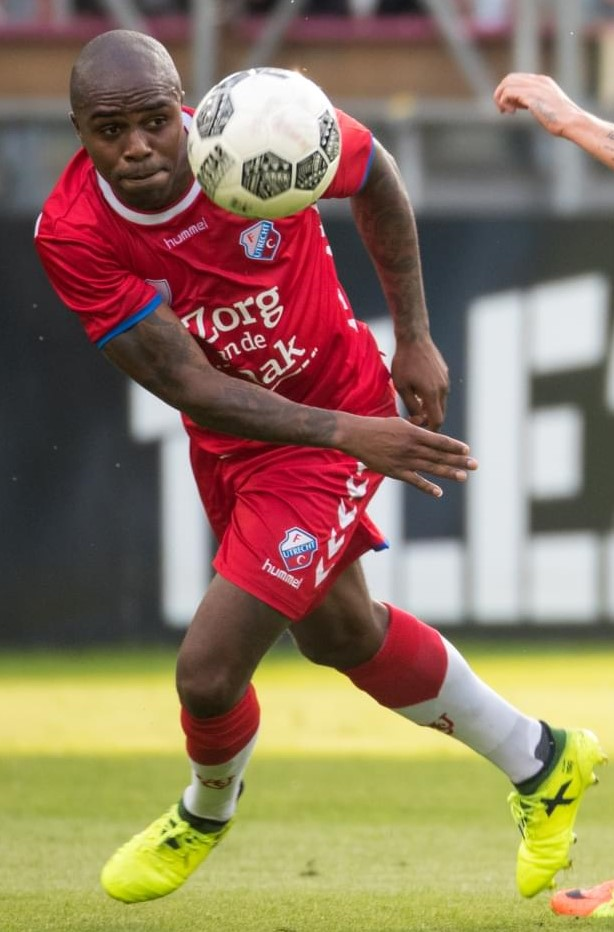
Braafheid in actie voor FC Utrecht, augustus 2017.

### FC Utrecht
Op 18 augustus 2016 tekende Braafheid een contract voor 1 seizoen bij zijn oude club FC Utrecht. Hij kwam in het seizoen daarna mede door een blessure niet veel tot spelen toe, maar op 26 juni 2017 werd bekend dat zijn contract toch nog met een extra jaar werd verlengd. Hij maakte dat seizoen bovendien zijn debuut in de Eerste divisie door een drietal wedstrijden bij Jong FC Utrecht. Hij speelde 25 wedstrijden voor Utrecht. 

### Austin Bold
FC Utrecht maakte op 3 januari 2018 op haar website bekend dat het contract van Braafheid in goed overleg was ontbonden. Braafheid wilde naar de Verenigde Staten verhuizen om daar te gaan wonen met zijn Amerikaanse vrouw en kinderen. Begin augustus 2018 werd hij gepresenteerd bij de nieuwe club Austin Bold FC die in 2019 debuteerde in de USL. Hij speelde veertien wedstrijden voor Austin Bold en kwam daarin niet tot scoren.
In november 2020 ging Braafheid voor Palm Beach Stars spelen dat in 2021 debuteerde in de United Premier Soccer League (UPSL) division 1. In juli 2021 stopte Braafheid op 38-jarige leeftijd met voetballen. 

## Clubstatistieken
| Seizoen                   | Club            | Competitie       | Competitie | Competitie | Beker | Beker | Europa | Europa | Play-offs | Play-offs | Totaal | Totaal |
| Seizoen                   | Club            | Competitie       | Wed.       | Dlp.       | Wed.  | Dlp.  | Wed.   | Dlp.   | Wed.      | Dlp.      | Wed.   | Dlp.   |
| ------------------------- | --------------- | ---------------- | ---------- | ---------- | ----- | ----- | ------ | ------ | --------- | --------- | ------ | ------ |
| 2003/04                   | FC Utrecht      | Eredivisie       | 14         | 0          | 1     | 0     | 1      | 0      | 0         | 0         | 16     | 0      |
| 2004/05                   | FC Utrecht      | Eredivisie       | 23         | 0          | 0     | 0     | 4      | 0      | 1         | 0         | 28     | 0      |
| 2005/06                   | FC Utrecht      | Eredivisie       | 31         | 2          | 0     | 0     | 0      | 0      | 0         | 0         | 31     | 2      |
| 2006/07                   | FC Utrecht      | Eredivisie       | 13         | 0          | 0     | 0     | 0      | 0      | 0         | 0         | 13     | 0      |
| 2006/07                   | FC Twente       | Eredivisie       | 9          | 0          | 0     | 0     | 0      | 0      | 0         | 0         | 9      | 0      |
| 2007/08                   | FC Twente       | Eredivisie       | 32         | 0          | 1     | 0     | 1      | 0      | 4         | 1         | 38     | 1      |
| 2008/09                   | FC Twente       | Eredivisie       | 33         | 1          | 6     | 0     | 9      | 0      | 0         | 0         | 48     | 1      |
| 2009/10                   | Bayern München  | Bundesliga       | 9          | 0          | 3     | 0     | 2      | 0      | 0         | 0         | 14     | 0      |
| 2009/10                   | → Celtic FC     | Premier League   | 10         | 0          | 2     | 0     | 0      | 0      | 0         | 0         | 12     | 0      |
| 2010/11                   | Bayern München  | Bundesliga       | 3          | 0          | 1     | 0     | 1      | 0      | 0         | 0         | 5      | 0      |
| 2010/11                   | 1899 Hoffenheim | Bundesliga       | 10         | 0          | 0     | 0     | 0      | 0      | 0         | 0         | 10     | 0      |
| 2011/12                   | 1899 Hoffenheim | Bundesliga       | 21         | 1          | 3     | 0     | 0      | 0      | 0         | 0         | 24     | 1      |
| 2012/13                   | → FC Twente     | Eredivisie       | 25         | 0          | 0     | 0     | 6      | 0      | 3         | 1         | 34     | 1      |
| 2013/14                   | Hoffenheim      | 1. Bundesliga    | 0          | 0          | 0     | 0     | 0      | 0      | 0         | 0         | 0      | 0      |
| 2014/15                   | Lazio Roma      | Serie A          | 16         | 0          | 2     | 0     | 0      | 0      | 0         | 0         | 18     | 0      |
| 2015/16                   | Lazio Roma      | Serie A          | 5          | 0          | 0     | 0     | 0      | 0      | 0         | 0         | 5      | 0      |
| 2016/17                   | Jong FC Utrecht | Eerste divisie   | 3          | 1          | -     | -     | -      | -      | -         | -         | 3      | 1      |
| 2016/17                   | FC Utrecht      | Eredivisie       | 5          | 0          | 0     | 0     | 0      | 0      | 4         | 0         | 9      | 0      |
| 2017/18                   | FC Utrecht      | Eredivisie       | 8          | 0          | 2     | 0     | 6      | 0      | 0         | 0         | 16     | 0      |
| 2019                      | Austin Bold     | USL Championship | 13         | 0          | 0     | 0     | -      | -      | -         | -         | 13     | 0      |
| 2020                      | Austin Bold     | USL Championship | 1          | 0          | 0     | 0     | -      | -      | -         | -         | 1      | 0      |
| Carrière totaal           | Carrière totaal | Carrière totaal  | 284        | 5          | 21    | 0     | 30     | 0      | 12        | 2         | 347    | 7      |
| Bijgewerkt tot 3 mei 2020 |                 |                  |            |            |       |       |        |        |           |           |        |        |

## Interlandcarrière

### Nederland
Als verdediger in Jong Oranje won hij in 2006 het Europees kampioenschap voetbal onder 21.
Op 19 november 2008 speelde hij zijn eerste interland voor Nederland B. Tegen Jong Zweden stond hij linksback. De wedstrijd eindigde in een 0-3 nederlaag.
Braafheid debuteerde op 11 februari 2009 in het Nederlands elftal, in een oefeninterland tegen Tunesië in Tunis; uitslag (1-1). Hij startte in de basis op zijn vertrouwde linksbackpositie en maakte de negentig minuten vol. Op het WK van 2010 kwam hij één keer in actie. In de verloren finale viel hij in de verlenging in.
| Interlands van Edson Braafheid voor Nederland | Interlands van Edson Braafheid voor Nederland | Interlands van Edson Braafheid voor Nederland | Interlands van Edson Braafheid voor Nederland | Interlands van Edson Braafheid voor Nederland | Interlands van Edson Braafheid voor Nederland |
| №                                             | Datum                                         | Wedstrijd                                     | Uitslag                                       | Competitie                                    | Goals                                         |
| Als speler van FC Twente                      | Als speler van FC Twente                      | Als speler van FC Twente                      | Als speler van FC Twente                      | Als speler van FC Twente                      | Als speler van FC Twente                      |
| --------------------------------------------- | --------------------------------------------- | --------------------------------------------- | --------------------------------------------- | --------------------------------------------- | --------------------------------------------- |
| 1                                             | 11 februari 2009                              | Tunesië – Nederland                           | 1 – 1                                         | Vriendschappelijk                             | 0                                             |
| 2                                             | 10 juni 2009                                  | Nederland – Noorwegen                         | 2 – 0                                         | WK-kwalificatie                               | 0                                             |
| Als speler van Bayern München                 |                                               |                                               |                                               |                                               |                                               |
| 3                                             | 12 augustus 2009                              | Nederland – Engeland                          | 2 – 2                                         | Vriendschappelijk                             | 0                                             |
| 4                                             | 10 oktober 2009                               | Australië – Nederland                         | 0 – 0                                         | Vriendschappelijk                             | 0                                             |
| 5                                             | 18 november 2009                              | Nederland – Paraguay                          | 0 – 0                                         | Vriendschappelijk                             | 0                                             |
| Als speler van Celtic                         |                                               |                                               |                                               |                                               |                                               |
| 6                                             | 3 maart 2010                                  | Nederland – Verenigde Staten                  | 2 – 1                                         | Vriendschappelijk                             | 0                                             |
| 7                                             | 26 mei 2010                                   | Mexico – Nederland                            | 1 – 2                                         | Vriendschappelijk                             | 0                                             |
| Als speler van Bayern München                 |                                               |                                               |                                               |                                               |                                               |
| 8                                             | 11 juli 2010                                  | Nederland – Spanje                            | 0 – 1                                         | WK Finale                                     | 0                                             |
| Als speler van TSG 1899 Hoffenheim            |                                               |                                               |                                               |                                               |                                               |
| 9                                             | 11 november 2011                              | Nederland – Zwitserland                       | 0 – 0                                         | Vriendschappelijk                             | 0                                             |
| 10                                            | 15 november 2011                              | Duitsland – Nederland                         | 3 – 0                                         | Vriendschappelijk                             | 0                                             |

### Suriname
Braafheid speelde benefiet-wedstrijden met de Suriprofs, een team bestaande uit voetballers die zelf geboren zijn in óf van wie ten minste een van de ouders uit Suriname afkomstig is.
In 2009 werd Braafheid door bondscoach Wensley Bundel opgenomen in de Surinaamse selectie voor de PARBO Cup. Omdat het toernooi niet onder auspiciën van de FIFA werd gespeeld, mocht Braafheid ondanks zijn verleden bij diverse Nederlandse selecties uitkomen voor dit officieuze Surinaams voetbalelftal tijdens het vriendschappelijke vierlandentoernooi. Nog voor de eerste wedstrijd haakte Braafheid in juni 2009 af wegens interlandverplichtingen met Nederland.

## Erelijst
| KNVB beker           | 1x | 2003/04 |
| Johan Cruijff Schaal | 1x | 2004    |

| Competitie                              | Winnaar       | Winnaar       | Runner-up     | Runner-up     | Derde         | Derde         |
| Competitie                              | Aantal        | Jaren         | Aantal        | Jaren         | Aantal        | Jaren         |
| Nederland –21                           | Nederland –21 | Nederland –21 | Nederland –21 | Nederland –21 | Nederland –21 | Nederland –21 |
| --------------------------------------- | ------------- | ------------- | ------------- | ------------- | ------------- | ------------- |
| Europees kampioenschap voetbal onder 21 | 1x            | 2006          |               |               |               |               |
| Nederland                               |               |               |               |               |               |               |
| Wereldkampioenschap voetbal             |               |               | 1x            | 2010          |               |               |